# Unité d'accréditation
En droit du travail québécois, une unité d'accréditation est un groupe distinct de salariés ne regroupant pas nécessairement la totalité des salariés d’un employeur mais possédant des intérêts communs sur le plan du travail.

## Détermination de l'unité d'accréditation
Lorsqu'une association de travailleurs (syndicat) demande à représenter un groupe de salariés,, un agent du Tribunal administratif du travail doit d'abord s'assurer de voir si les deux parties (employeur et syndicat) s'entendent sur la définition de l'unité d'accréditation. À défaut d'entente, l'agent va faire un rapport au Tribunal administratif du travail et il appartient ensuite au Tribunal administratif du travail de trancher
D'après l'art. 32 al.2 C.t., sont seuls parties intéressées quant à l’unité de négociation et aux personnes qu’elle vise, toute association en cause et l’employeur
Quant aux critères de décision du Tribunal, l'arrêt de principe Sicard (C.S.N.) c. L'Association internationale des travailleurs de métal en feuilles (116) a établi que les critères de l’unité de négociation sont les suivants :
- 1) Volonté des salariés librement exprimée
- 2) Histoire des accréditations chez l’employeur
- 3) Division territoriale ou géographique des usines
- 4) Mobilité de la main d’œuvre ou de l’exécution du travail
- 5) Paix industrielle qui ne peut être troublée par la multiplicité des associations
- 6) Intérêt communs :
- similitude du travail et des fonctions,
- similitude de salaires et de façons de rémunération
- similitude dans les conditions de travail
- similitude de métiers et de qualifications
- interdépendance et interchangeabilité dans les fonctions
- transférabilité et promotion des salariés d’une catégorie à une autre

## Vérification du caractère représentatif
Une fois l'unité d'accréditation déterminée, le processus de vérification de la représentativité peut commencer. 
Si l'agent constate que le syndicat qui fait la demande bénéficie d'un appui (adhésion formelle par carte de membre) entre 35 % et 50 % (art. 28  b) et c) C.t.), il tiendra un scrutin auprès des salariés afin de constater si oui ou non cette association bénéficie de l'appui de 50 % + 1 des personnes membres de l'unité d'accréditation. 
S'il estime que plus de 50 % + 1 des personnes concernées ont déjà adhéré au syndicat (art. 28 a) C.t. ), il accorde immédiatement l'accréditation sans passer par le vote.
D'après l'art. 32 al.4 C.t., sont seuls parties intéressées quant au caractère représentatif d’une association de salariés, tout salarié compris dans l’unité de négociation ou toute association de salariés intéressée.

## Unité de négociation
Une fois accréditée, l'unité d'accréditation devient l'unité de négociation et le processus de négociation menant à une convention collective couvrant les conditions de travail et les salaires de l'ensemble des travailleurs de cette unité peuvent débuter.

## Source
- Code du Travail du Québec (RLRQ, c. C-27)
- Questions et réponses (FAQ) - Ministère du travail (Québec)